# Juha-Pekka Hytönen
Juha-Pekka Hytönen (ur. 22 maja 1981 w Jyväskylä) – fiński hokeista, reprezentant Finlandii.

## Kariera
- JYP U16 (1996-1997)
- JYP U18 (1997-1999)
- JYP U20 (1999-2001)
- JYP (2000-2002)
  -  Diskos (2000)
- Jukurit (2002-2003)
- JYP (2003-2012)
- Amur Chabarowsk (2012-2013)
- Lausanne HC (2013-2016)
- JYP (2016-2020)
- Black Wings 1992 (2020-2021)
- JYP (2022)

Wychowanek i wieloletni zawodnik klubu JYP, w tym od 2006 do 2012 kapitan drużyny. W styczniu 2010 przedłużył kontrakt z klubem o cztery lata. Mimo tego w maju 2012 został zawodnikiem rosyjskiego klubu Amur Chabarowsk. Od lipca 2013 do marca 2016 zawodnik Lausanne HC. Od końca kwietnia 2016 ponownie zawodnik JYP. W sierpniu 2020 przeszedł do austriackiej drużyny Black Wings 1992. Po sezonie odszedł z klubu. Pod koniec listopada 2021 ogłoszono jego jednodniowy kontrakt z macierzystym klubem JYP na dzień 7 stycznia 2022.
Uczestniczył w turniejach mistrzostw świata w 2009, 2010, 2013, 2015.

## Sukcesy
Reprezentacyjne
- Złoty medal mistrzostw świata juniorów do lat 20: 1999
- Srebrny medal mistrzostw świata juniorów do lat 20: 2001

Klubowe
- Złoty medal Mestis: 2003 z Jukurit
- Złoty medal mistrzostw Finlandii: 2009, 2012 z JYP
- Brązowy medal mistrzostw Finlandii: 2010, 2017 z JYP

Indywidualne
- SM-liiga (2008/2009):
  - Piąte miejsce w klasyfikacji strzelców w sezonie zasadniczym: 24 gole[9]
  - Piąte miejsce w klasyfikacji asystentów w fazie play-off: 8 asyst[10]
- SM-liiga (2009/2010):
  - Drugie miejsce w klasyfikacji kanadyjskiej w sezonie zasadniczym: 54 punkty[11]
- SM-liiga (2010/2011):
  - Pierwsze miejsce w klasyfikacji strzelców goli zwycięskich: 7 goli
- SM-liiga (2011/2012):
  - Pierwsze miejsce w klasyfikacji strzelców goli w osłabieniu: 4 gole
- Liiga (2016/2017):
  - Szóste miejsce w klasyfikacji strzelców w fazie play-off: 5 goli[12]